# 共和工業所
株式会社共和工業所（きょうわこうぎょうしょ 英: KYOWAKOGYOSYO CO.,LTD.）は、石川県小松市に本社を置く産業機械用ボルト、自動車用部品などを製造、販売するメーカーである。

## 沿革
- 1950年10月 - 山口鉄工所創業。
- 1957年7月 - 共和工業所に変更。
- 1959年12月 - 有限会社共和工業所に組織変更。
- 1961年12月 - 株式会社共和工業所に組織変更。
- 1996年3月 - 株式を店頭公開（現在のJASDAQ）。
- 2010年10月 - 共和機械（山東）有限公司を設立。